# Акуна матата
Акуна Матата, также Хакуна Матата (суахили Hakuna Matata — в переводе с языка суахили буквально значит «никаких забот») — песня из мультфильма «Король Лев» (1994), которая была номинирована на «Оскар» в категории «Лучшая песня». Музыка — Элтона Джона, слова — Тима Райса. Она заняла 99-ю позицию (из 100) в рейтинге лучших песен в истории кинематографа, составленном «American Film Institute».

## О песне
Музыка и мелодия песни были написаны Элтоном Джоном, а слова — Тимом Райсом. В мультфильме песню поют Тимон (сурикат, озвученный Натаном Лейном), Пумба (бородавочник, озвученный Эрни Сабеллой) и Симба (молодой лев, озвученный Джейсоном Уивером и Джозефом Уильямсом). Действие происходит после смерти Муфасы, в нём представлены Тимон и Пумба, которые разговаривают с Симбой о том, что им нужно уйти от своего тревожного прошлого и забыть о своих заботах, а Симба по мере развития песни превращается из детеныша во взрослого. В песне также содержится предыстория Пумбы, объясняющая, что он был изгнан из общества животных за чрезмерный метеоризм. В песне задействована большая часть оркестра, а также много других более необычных инструментов, включая сложную ударную установку. Говорят, что Райс придумал текст песни, посмотрев комедийный сериал «Bottom», и однажды захотел, чтобы звезды шоу Рик Мэйалл и Адриан Эдмондсон сыграли Тимона и Пумбу.
Второй вариант песни, созданный для альбома «Rhythm of the Pride Lands», был исполнен Джимми Клиффом и Лебо М.. В этой версии есть слегка изменённый, ранее неиздававшийся стих, посвященный прошлому Тимона. Он был частично переписан с другой аранжировкой инструментов. Эта версия песни была выпущена как сингл с «He Lives in You» на стороне «Б» и использовалась в бродвейской театральной версии мультфильма.

## Список композиций
CD сингл
1. «Hakuna Matata» — 4:24
2. «He Lives in You» — 4:51

CD maxi
1. «Hakuna Matata» (радио версия) — 3:50
2. «Warthog Rhapsody» by Натан Лейн и Эрни Сабелла — 3:06
3. «Hakuna Matata» (альбомная версия) — 4:24